# Еленовка (Бобруйский район)
Еле́новка (бел. Яленаўка) — упразднённая деревня в Бобруйском районе Могилёвской области Белоруссии. Входила в состав в составе Осовского сельсовета.

## История
Деревня была упразднена 6 декабря 2012 года.

## Население
- 1999 год — 6 человек
- 2010 год — 1 человек